# Übersee-Museum
Übersee-Museum (česky Muzeum Zámoří) je muzeum v Brémách. Ve stálé expozici prezentuje přírodu, kulturu a obchod zámořských oblastí (Asie, Oceánie, Amerika a Afrika) a tématům globalizace. Muzeum patří mezi nejnavštěvovanější v Německu.
Budova muzea (1896) je od roku 1993 památkově chráněná.